# 三井倉庫サプライチェーンソリューション
三井倉庫サプライチェーンソリューション株式会社（みついそうこサプライチェーンソリューション）は、東京都港区に本社を置く三井倉庫グループとソニーの物流、空輸、海運における合弁会社である。
旧社名は「ソニーサプライチェーンソリューション株式会社」で、現在もソニーが約3割ほど出資している。

## 概要
前身はソニーの物流子会社であった「ソニーサプライチェーンソリューション」で、ソニーグループにおいてエレクトロニクス機器完成品を中心に物流業務を担ってきた。
2014年12月22日、三井倉庫ホールディングスが同社の株式66%を180億円で取得することを発表した。ソニーグループはエレクトロニクス事業向け物流サービスの効率化、品質維持向上、コスト競争力の強化を目指し、三井倉庫は新たなプラットフォーム型サービスの提供により企業価値の向上を目指す。2015年4月1日、合弁会社化する取引が完了し、現社名へ変更した。同社はエレクトロニクス事業のグローバルなオペレーションノウハウやグローバル人材を有し、調達物流と工場フォワーディングが強み。

## 沿革
- 1962年（昭和37年）2月 - ソニー倉庫株式会社設立。
- 1988年（昭和63年）10月 - ソニーロジスティックス株式会社へ社名変更。
- 2000年（平成12年）4月 - ソニーエアカーゴ株式会社を吸収合併。
- 2003年（平成15年）4月 - 
  - ソニートレーディングインターナショナル株式会社と合併[7]。
  - ソニーサプライチェーンソリューション株式会社へ社名変更[7]。
- 2006年（平成18年）9月 - ロジスティックスオペレーションサービス株式会社を設立。
- 2015年（平成27年）4月 - 
  - 三井倉庫ホールディングスとソニーの合弁会社となり、三井倉庫サプライチェーンソリューション株式会社となる[8]。
  - MS Supply Chain Solutions (Thailand) Ltd.とMS Supply Chain Solutions (Malaysia) Sdn. Bhd.を子会社化[8]。
- 2017年（平成29年）2月 - 本社所在地を東京都港区西新橋に変更[9]。
- 2020年（令和2年）12月 - ロジスティックスオペレーションサービスを完全子会社化[10]。

## グループ会社

### 国内
- ロジスティックスオペレーションサービス株式会社 - 東京都品川区[10]

### 海外
- MS Supply Chain Solutions (Malaysia) Sdn.Bhd. - マレーシア[8]
- MS Supply Chain Solutions (Thailand) Ltd. - タイ[8]